# Systém Browning – Colt
Systém Browning – Colt pracuje na principu snížení hlavně pomocí jednoho nebo dvou kloubových článků pod hlavní pistole. Po výstřelu dochází ke zpětnému rázu a ke společnému pohybu závěru a hlavně směrem zpět. Po několika milimetrech pohybu dochází ke snížení zadní části hlavně (v případě jednoho článku) nebo celé hlavně (v případě článků dvou), který je čepem spojen s rámem pistole. Tím dochází i k rozpojení uzamykacích výstupů mezi horní částí hlavně a závěru pistole. Závěr se dále pohybuje sám do zadní úvrati. Dochází k výhozu prázdné nábojnice. Při opětovném pohybu do přední úvrati je nabit nový náboj ze zásobníku. Poté je pistole připravena k dalšímu výstřelu.